# Jan von Franck
Jan Henri Lucas Freddrik (Jan) von Franck (Amsterdam, 6 augustus 1845 — 's-Gravenhage, 16 augustus 1918) was een Nederlands ambtenaar. In 1906 werd de sinds 1884 als secretaris van de kanselarij van de Nederlandse ridderorden werkende Von Franck Kanselier van de civiele orden.
In 1906 herstelde Koningin Wilhelmina het ambt van Kanselier van de Orde van de Nederlandse Leeuw in die zin dat de Kanselier van de Nederlandse Ridderorden, generaal Verspyck, als Kanselier van de Militaire Willems-Orde werd opgevolgd door Vice-Admiraal F.J. Stokhuyzen en als Kanselier van de civiele orden door von Franck.In 1893 was de Orde van Oranje-Nassau in de wet op de Orde van Oranje-Nassau onder de hoede van de Kanselier van de Orde van de Nederlandse Leeuw geplaatst waarbij men voorbijzag aan het feit dat er al sinds 1839 geen kanselier meer was. Men had de twee orden in dat jaar onder het toezicht van één enkele kanselier geplaatst wiens positie wettelijk niet bestond maar in Koninklijke Besluiten als "Kanselier van de Nederlandse Ridderorden" werd aangeduid.
Luitenant-generaal W.Boetje volgde in 1916 Viceadmiraal F.J. Stokhuyzen op als Kanselier van de Militaire Willems-Orde en werd in 1918 als opvolger van J.H.L.F. von Franck ook Kanselier van de Orde van de Nederlandse Leeuw en de Orde van Oranje-Nassau. Men noemde hem aldra "Kanselier van de Nederlandse Ridderorden hoewel deze term in de wet niet voorkwam.
Von Franck overleed op 16 augustus 1918. Zijn charge werd aan Kanselier Boetje gegeven die nu "Kanselier van de Nederlandse Ridderorden" was.
Von Franck was Ridder in de Orde van de Nederlandse Leeuw, Officier in de Orde van Oranje-Nassau, Commandeur in de Orde van de Leeuw en de Zon van Perzië en Ridder in de Pauselijke Orde van Sint-Silvester.